# خاور دور

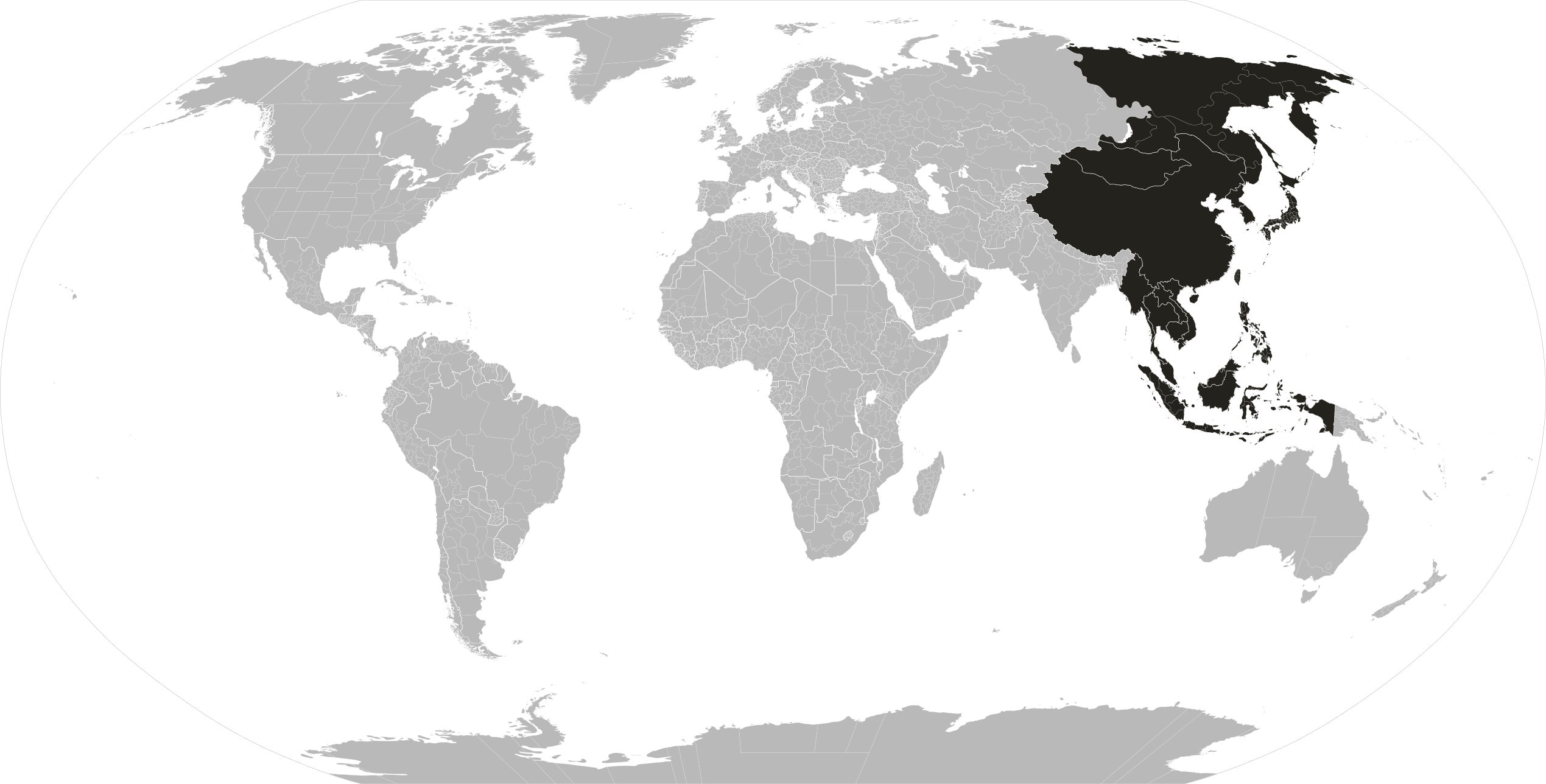

خاور دور یک منطقه جغرافیایی است که شرقی‌ترین بخش قاره آسیا را دربرمی‌گیرد. در زبان انگیسی (و برابر آن در بسیاری از زبان‌های دیگر) برای اشاره به آسیای شرقی (شامل آسیای شمال شرقی)، آسیای شمالی (شرق دور روسیه) و آسیای جنوب شرقی است. آسیای جنوبی نیز گاهی به دلایل اقتصادی و فرهنگی جزئی از آن محسوب می‌شود.
در دوران مدرن، اصطلاح خاور دور به‌طور کسترده ای از کار افتاده و آسیا-اقیانوسیه جایکزین آن شده است، درحالی که اصطلاحات خاورمیانه و خاور نزدیک، هنوز هم امروزه معمولاً استفاده می‌شود.
به بیان دیگر خاور دور ذاتاً یک واژهٔ اروپامحور است زیرا بخشی از یک پارادایم جغرافیایی است که در آن حتی آسیای غربی نیز «خاور نزدیک» یا «خاورمیانه» نامیده می‌شود و به همین دلیل از اواسط قرن بیستم دیگر رسانه‌های بین‌المللی آن را جایگزین کرده‌اند
خاور دور از سدهٔ ۱۲ وارد ادبیات جغرافیای سیاسی اروپاییان شد با این معنی که خاور دور، دورترین قسمت از سه بخش شرقی است که فراتر از خاور نزدیک و خاورمیانه است. به همین دلیل مردم کشور چین نیز از سدهٔ ۱۹ و اوایل سدهٔ ۲۰ جهان غرب را غرب دور «Tàixī (泰西)» یعنی هر آنچه در غرب جهان عرب قرار دارد نامیدند.
از بعد از دهه ۶۰ میلادی، جمله «آسیای شرق و جنوب شرقی» (به انگلیسی: East and Southeast Asia (ESEA)) در رسانه‌های جمعی جایگزین این اصطلاح شد.